# Estación de Hortaleza
Hortaleza es una estación de la línea 4 del Metro de Madrid situada bajo la calle Virgen del Carmen, en el barrio de Pinar del Rey (distrito Hortaleza). En superficie también existe una estación de ferrocarril perteneciente a la red de Adif, que además constituye un nudo ferroviario, aunque no presta servicios de pasajeros.

## Situación ferroviaria
Las instalaciones de Adif, situadas a 721 metros de altitud, forman parte de los siguientes trazados:
- Línea férrea de ancho ibérico Madrid-Barcelona, 3,8.
- Línea férrea de ancho ibérico Pitis-Hortaleza, punto kilométrico 9,7.
- Línea férrea de ancho ibérico Hortaleza-Aeropuerto T4, punto kilométrico 0,0.

## Historia
La estación de metro fue inaugurada junto con las estaciones de Bambú y Manoteras en la prolongación de las líneas 1 y 4 hacia Pinar de Chamartín el día 11 de abril de 2007.

## Características
El acceso a la estación consiste en un templete acristalado propio de las estaciones más modernas y un segundo acceso a nivel de calle algo más apartado. La estación se distribuye en tres niveles: vestíbulo, nivel intermedio y andenes. Dispone de escaleras mecánicas y ascensores, lo que permite que la estación sea accesible para personas con movilidad reducida.
Un enorme mural compuesto por 3796 fotografías decora el nivel intermedio de la estación.

## Accesos
Vestíbulo Hortaleza
- Capitán Cortés C/ Manuel Chaves Nogales, 4
- Costa del Sol C/ Costa del Sol, 20 D. A nivel de calle

## Líneas y conexiones

### Metro
| << cabecera | < estación            | línea | estación > | cabecera >>        |
| ----------- | --------------------- | ----- | ---------- | ------------------ |
| Argüelles   | Parque de Santa María |       | Manoteras  | Pinar de Chamartín |